# JAC 자동차
JAC 자동차(영어: JAC Motors, 중국어 간체자: 安徽江淮汽车股份有限公司, 정체자: 安徽江淮汽車股份有限公司, 병음: Ānhuī jiānghuái qìchē gǔfèn yǒuxiàn gōngsī)는 중국 안후이성 허페이시에 본사를 둔 승용차 및 상용차 제조업체이다.
2021년에 상용차 271,800대와 승용차 252,500대를 포함하여 약 524,000대를 생산하였으며 2021년 12월에는 16,800대의 BEV를 판매하였다.

## 역사
- 1964년: 회사 설립

## 운영
연간 40,000대 규모의 중대형 트럭 생산 기지가 2012년에 가동을 시작하였으며 허페이시에 위치해 있다.

### 연구 개발
안후이성의 수도인 허페이시에 있는 R&D 시설은 토리노, 도쿄, 서울에 있는 3개의 해외 R&D 센터로 보완된다.

## 판매
2013년 중국에서 총 203,498대의 JAC의 승용차가 판매되어 그 해 중국에서 22번째로 많이 팔린 자동차 브랜드 및 7번째로 많이 팔린 중국 브랜드가 되었다.

### 중국 이외의 국가
1990년에 볼리비아에 차량을 수출하기 시작했고 나중에는 100개국 이상으로 확장하였으며이 중 경트럭은 인기 있는 수출 제품이다.
일부 수출형 차량들은 녹다운 키트 형태로 이집트, 에티오피아, 베트남, 멕시코, 이란 등 해외 공장에서 조립되고 있다.